# Limnophila reniformis
Limnophila reniformis là một loài ruồi trong họ Limoniidae. Chúng phân bố ở miền Australasia.